# Prosotas dubiosa

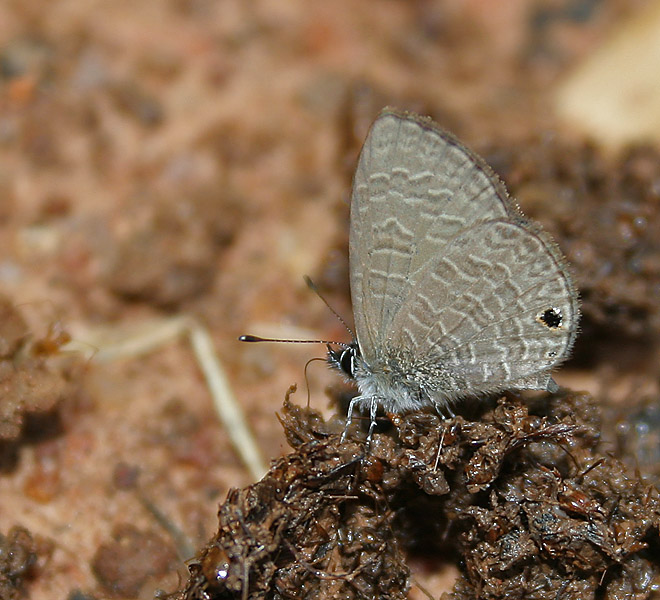
in Talakona forest, in Chittoor District of Andhra Pradesh, Ấn Độ.

Prosotas dubiosa là một loài bướm xanh được tìm thấy ở châu Á. Nó được gọi là Small Purple Line Blue ở Úc.

## Phân bố
Loài bướm này xuất hiện ở Sri Lanka, bán đảo Ấn Độ và dãy Himalaya từ Sikkim đến Assam. Rặng núi này kéo từ Myanmar và Vân Nam và có lẽ là Thái Lan. bán đảo Mã Lai, Singapore, Sumatra, Borneo và Java. Và cũng có thể là Philippines và Sulawesi. Loài bướm này cũng tồn tại xa hơn ở phía đông ở Úc, New Guinea và Quần đảo Solomon. Ở Úc, con bướm tồn tại từ Bắc Úc đến New South Wales (Cảng Coffs).

## Thư viện ảnh

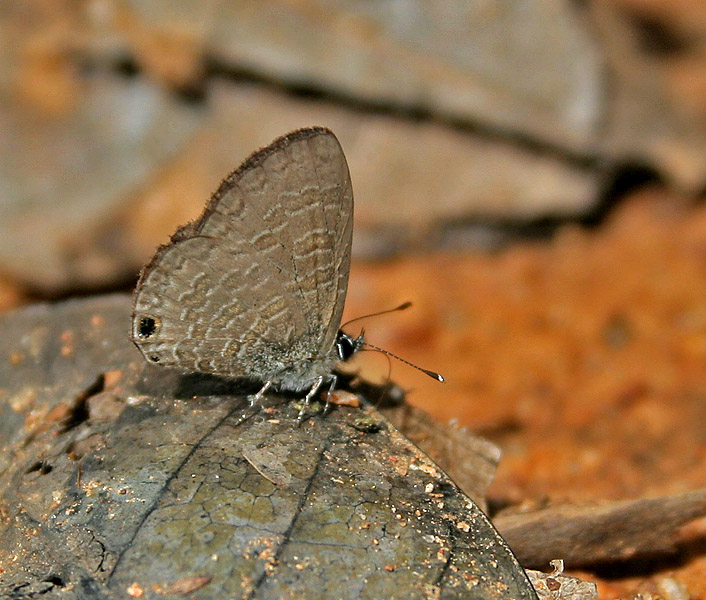
in Talakona forest, in Chittoor District of Andhra Pradesh, Ấn Độ.
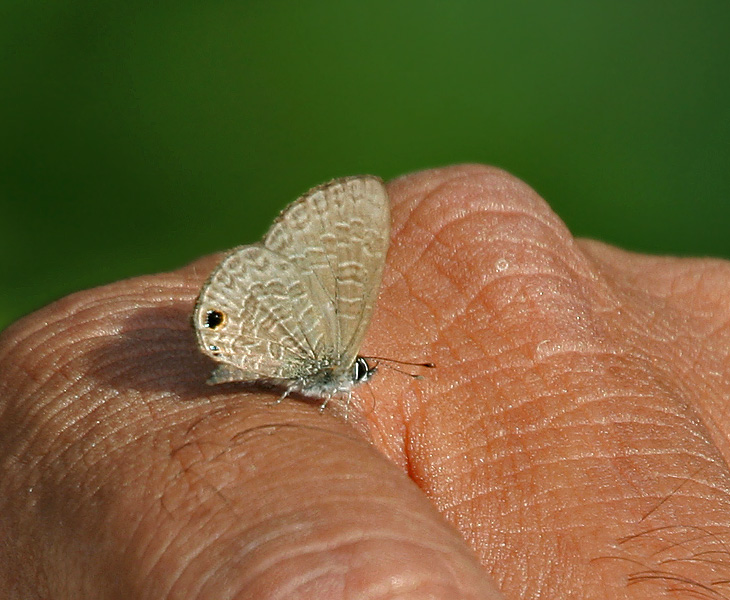
in Talakona forest, in Chittoor District of Andhra Pradesh, Ấn Độ.
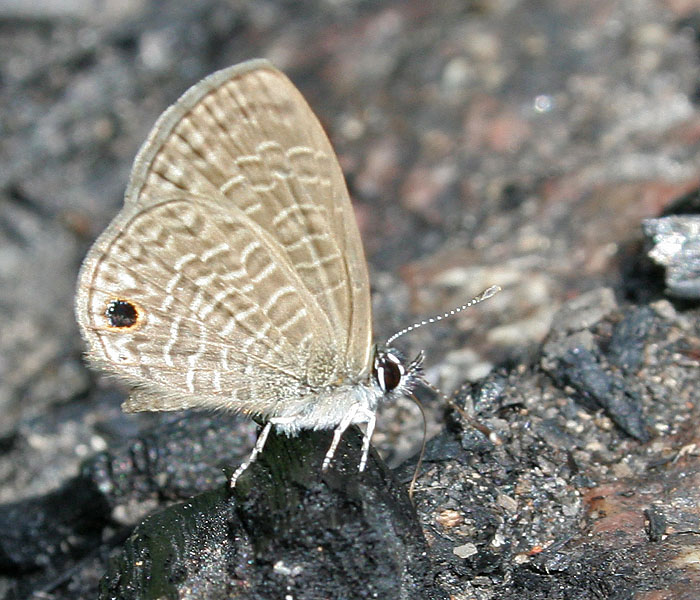
in Hyderabad, Ấn Độ.
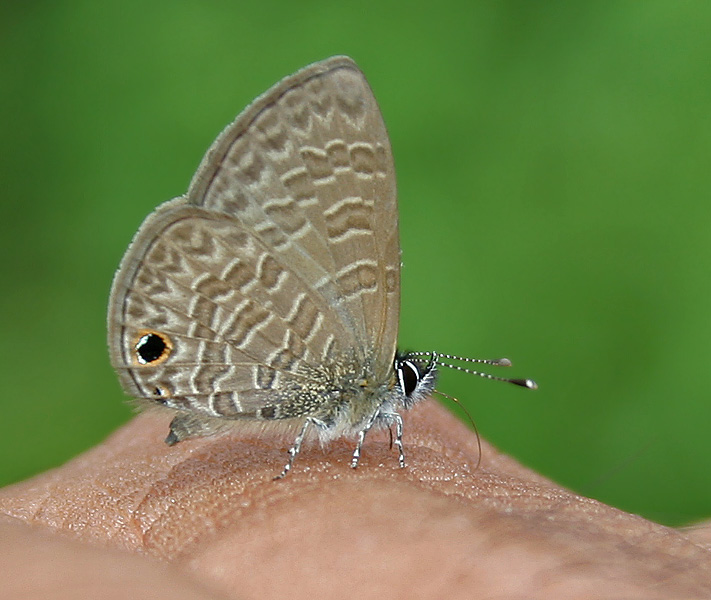
in Hyderabad, Ấn Độ.
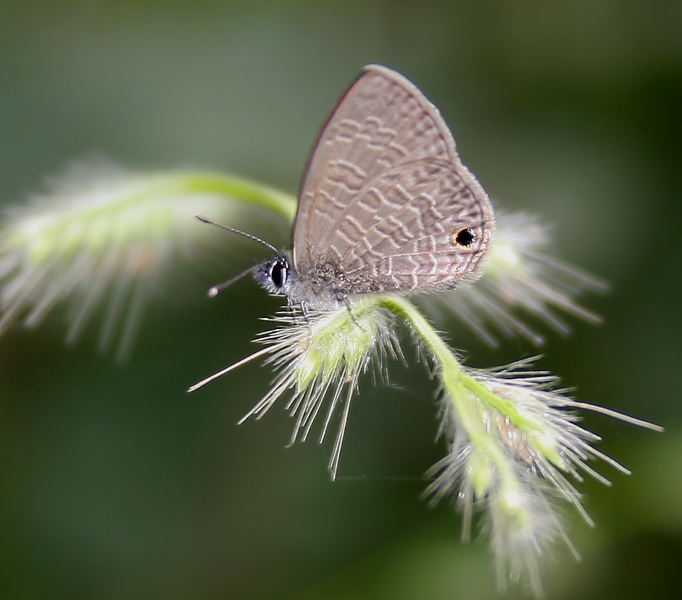
in Narsapur, Medak district, Ấn Độ.
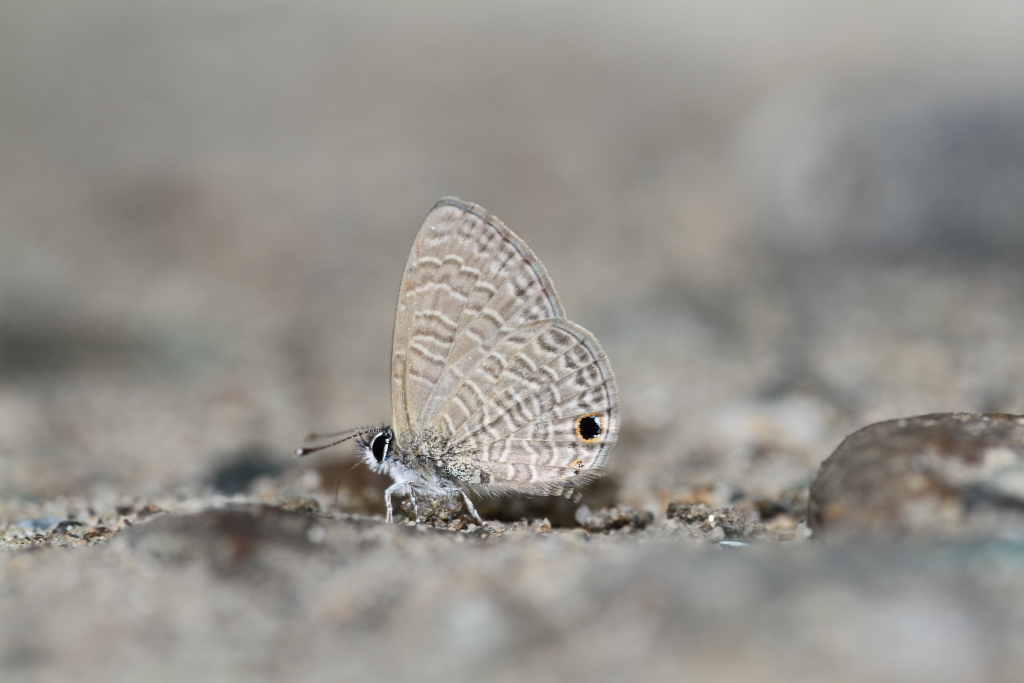